# 그레이엄랜드

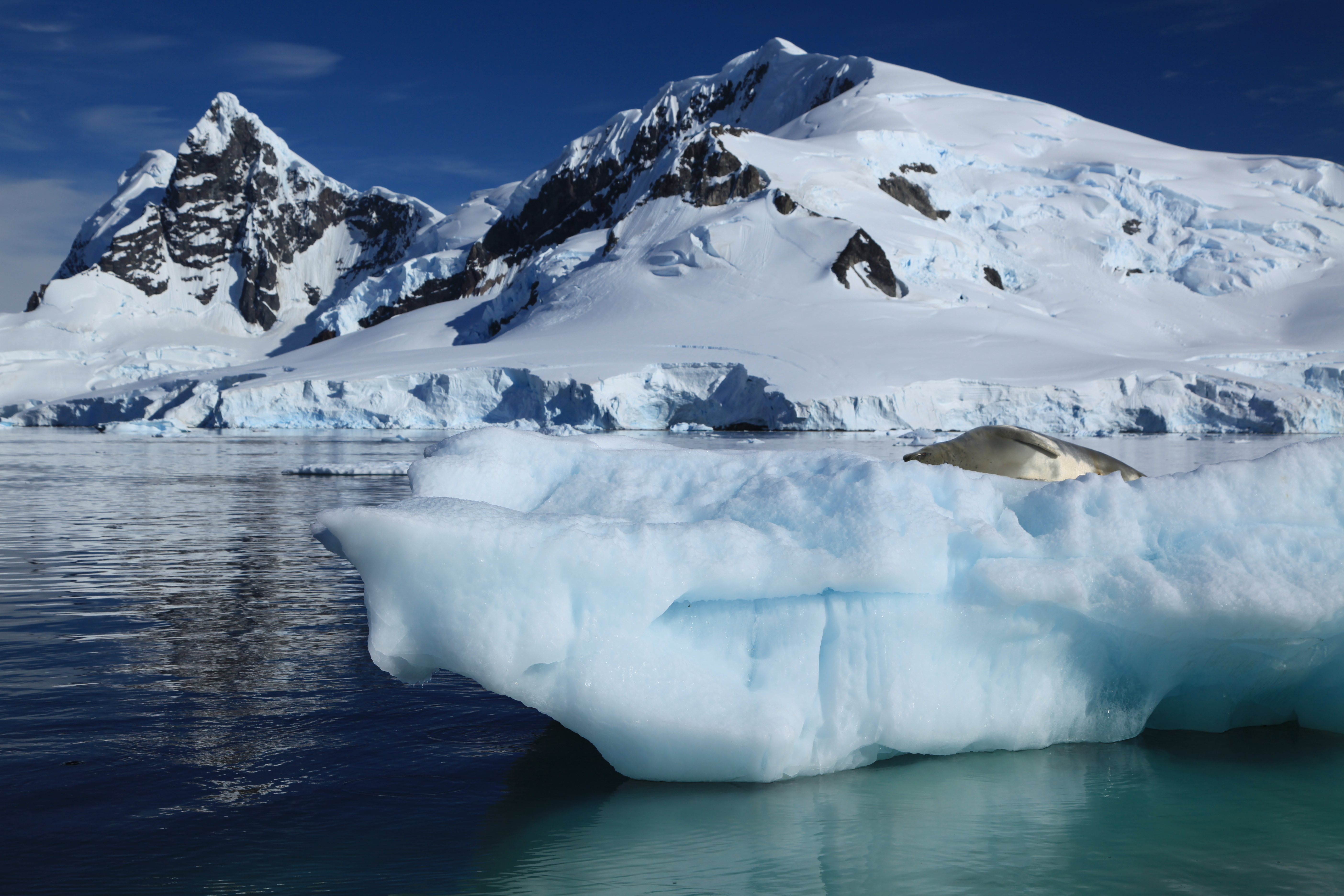

그레이엄랜드(Graham Land)는 남극 대륙의 지명으로, 남극 반도 북단부를 가리킨다. 1820년에 발견되어 1832년에 이 지역을 탐험한 존 비스코의 당시 영국의 해군 장관이었던 제임스 그레이엄을 따서 명명했다. 영국이 영유를 주장하고있으며, 영국령 남극 지역에 있다.